# عربية قوقازية
عربية قوقازية  أو أرابس (الاسم العلمي: Arabis caucasica) هي نوع من النباتات تتبع جنس العربية من الفصيلة الكرنبية.